# Меньшие Можары
Меньшие Можары — село в Сараевском районе Рязанской области России, административный центр Можарского сельского поселения.

## Географическое положение
Село расположено на берегу реки Пара в 18 км на север от райцентра посёлка Сараи.

## История
- Источник не указан
Меньшие Можары в качестве села с Архангельской церковью «в новонаселенном починке» упоминается в окладных книгах 1676 года, где о времени построения этой церкви замечено, что «построена та церковь лет с десять, а поп Дионисий живет у той церкви девять лет, а дань платили по окладу со всего села с попом Артемием заодно, следовательно основание Архангельской церкви должно быть отнесено ко второй половине XVII века. Основанная в XVII веке Архангельская церковь отделилась от села Можар притоком реки Пары, которая и поныне слывет в той местности под именем «островка». Церковь эту в 1752 году, согласно прошению, поданному от 14 марта того же года от имени графа Петра Ивановича Головина, дозволено было, за ее ветхостью, перестроить с новым лесом. В 1767 году начато было строение новой Троицкой церкви с двумя приделами и на новом месте – на востоке от села. В 1769 году 20 марта иерей Михаил Симеонов с приходскими людьми доносил епархиальному начальству, что новопостроенная церковь Живоначальной Троицы с двумя приделами Архистратига Михаила и св. Николая чудотворца отстроена и в ней означенные приделы всем церковным благолепием удовольствованы и ко освящению имеются в готовности и просил, чтобы означенные придела дозволено было освятить. Вследствие чего 23 марта того же года дана была храмосвятная грамота, а церковь освятить дозволено чередному кафедрального Успенского собора священнику. В 1810 и 1816 годах встречаются указания на исправления в Троицкой церкви разного рода ветхостей. Но так как поправки были незначительны, а церковь пришла в совершенную ветхость, то епархиальное начальство и предписало местному благочинному запечатать Троицкую церковь, вследствие чего в 1821 году прихожане просили о даче им срока на исправление церкви до весны 1822 года и об освобождении их церкви от запечатания. Срок, просимый, был дан, и церковь настолько была исправлена, что в ней могло быть совершаемо безопасное богослужение, но 3 июля 1839 года она сгорела от молнии. Памятником существования ее служит стоящая на месте сгоревшей церкви часовня. На место сгоревшей церкви указом Консистории от 21 сентября 1839 года предписано было на первый раз устроить кладовую для помещения утвари, оставшейся от сгоревшей церкви, и для отправления утрени и пр. богослужений, кроме литургии и браков. Деревянная Троицкая с приделами, бывшими в сгоревшей церкви, построена была на пожертвования графа Петра Андреевича Шувалова при содействии других прихожан и освящена в 1857 году. Церковь имела в длину 45, а в ширину 27 аршин. Одновременно с церковью построена была колокольня, находящаяся в общей связи с церковью, устройство церковной ограды относится к 1864 году. Сельская школа, открыта была в 1862 году местным священником Н.И. Успенским и помещалась в его доме, с 1878 года находилась в особо устроенном для того доме. 
В XIX — начале XX века село являлось центром Можаровской волости Сапожковского уезда Рязанской губернии. В 1906 году в селе было 418 дворов.
С 1929 года село являлось центром Мало-Можарского сельсовета Сапожковского района Рязанского округа Московской области, с 1935 года — административный центр Можарского района, с 1937 года — в составе Рязанской области, с 1959 года — в составе Сараевского района, с 2005 года — центр Можарского сельского поселения.

## Население
| 1859 | 1897  | 1906  | 1939  | 2010 |
| ---- | ----- | ----- | ----- | ---- |
| 2243 | ↗2702 | ↗2825 | ↗4566 | ↘862 |

## Инфраструктура
В селе имеются Можарская средняя школа, детский сад, амбулатория, пожарная часть, отделение почтовой связи.

## Достопримечательности
В селе расположена деревянная действующая церковь иконы Божией Матери "Утоли моя печали" (2006).